# Perigrapha duktana
Perigrapha duktana là một loài bướm đêm trong họ Noctuidae.